# Classic Brit Awards de 2012
O Classic Brit Awards de 2012 (oficialmente Classic BRIT Awards 2012 with MasterCard) foi realizado em 2 de outubro de 2020, no Royal Albert Hall, em Londres, Inglaterra, com apresentação de Myleene Klass, e transmitido em 7 de outubro de 2020, pelo canal ITV, sendo a 13ª edição da premiação anual de música clássica da Indústria Fonográfica Britânica. 
Os indicados foram anunciados em 6 de setembro de 2021, no Savoy Hotel, em Londres, Inglaterra. O evento foi apresentado pela DJ da rádio Classic FM, Margherita Taylor, e contou com apresentações ao vivo de Amore, Amy Dickson e Noah Stewart. Na ocasião, também foi revelado que o tenor italiano Andrea Bocelli receberia o prêmio de Artista Internacional do Ano, e o lendário compositor John Williams o prêmio pelo conjunto de sua obra.
A premiação deste ano incluiu a introdução de uma nova categoria, Classic BRITs Single Of The Year in association with iTunes. Nos 12 meses anteriores ao anúncio das indicações, mais de um milhão de faixas de música clássica foram compradas no Reino Unido, e ocorreu a introdução da parada Official Classical Singles Chart da Official Charts Company para reconhecer essa crescente tendência.

## Performances
| Artista(s)                                                     | Canção(es) | Apresentado por |
| -------------------------------------------------------------- | --- | --------------- |
| Andrea Bocelli                                                 | "Amazing Grace" | —               |
| Sierra Boggess Ramin Karimloo                                  | "Whising You Were Somehow Here Again" (Sierra Boggess) "The Phantom of the Opera" | Myleene Klass   |
| Nicola Benedetti                                               | "Schindler's List" | Myleene Klass   |
| Russell Watson Amore Coro de Cortejo do Royal College of Music | "Race to the End" | Myleene Klass   |
| André Rieu Johann Strauss Orchestra                            | "Rosen aus dem Süden" | Myleene Klass   |
| Miloš                                                          | "Spanish Romance" "Libertango" | Myleene Klass   |
| Orquestra de Câmara de Londres (regida por James Morgan)       | Tributo a John Williams medley: "Star Wars (Main Title)" (de Star Wars: O Império Contra-Ataca) "Prologue" (de Harry Potter e a Pedra Filosofal) "Main Title (Theme From "Jaws")" (de Tubarão) "Hymn To The Fallen" (de O Resgate do Soldado Ryan) "The Conversation" (de Close Encounters of the Third Kind) "Theme from Jurassic Park" (de Jurassic Park) "Theme From Superman (Main Title)" (de Superman) "Flying" (de E.T. O Extraterrestre) "Raiders Of The Lost Ark (de Raiders of the Lost Ark) | Myleene Klass   |
| Andrew Lloyd Webber Gary Barlow The Military Wives             | "Sing" | Myleene Klass   |

## Vencedores e indicados
| Artista Feminina (apresentado por Gareth Malone) - Nicola Benedetti - Alison Balsom - Joyce DiDonato | Artista Masculino (apresentado por Cerys Matthews) - Vasily Petrenko - Andrea Bocelli - Lang Lang |
| Artista Revelação do Ano (apresentado por Aled Jones) - Miloš - Benjamin Grosvenor - Noah Stewart | Compositor (apresentado por Allison Balson) - John Williams - Ennio Morricone - Paul Mealor |
| Single do Ano (apresentado por Victoria Pendleton) - "Wherever You Are" – Military Wives com Gareth Malone - "Adagio for Strings" (de Barber) – Orquestra Filarmônica de Londres e Parry - "Nessun Dorma" – Luciano Pavarotti - "Gabriel's Oboe" – Ennio Morricone - "Adiemus" – Karl Jenkins - "Time" (trilha sonora de A Origem) – Hans Zimmer - "He's a Pirate" (trilha sonora de Pirates of the Caribbean: The Curse of the Black Pearl) – Klaus Badelt - "Jerusalem" – Royal Choral Society, BBC Concert Orchestra e Wordsworth - "Rule, Britannia!" – Della Jones, Royal Choral Society, BBC Concert Orchestra e Wordsworth | Álbum do Ano (apresentado por Alan Titchmarsh) - And The Waltz Goes On – André Rieu - Anthems – Russell Watson - Concerto: One Night in Central Park – Andrea Bocelli - Summon The Heroes – The Band of H.M. Royal Marines - Noah – Noah Stewart - Summertime – Craig Ogden - Paradiso – Hayley Westenra - Pride of The Nation – Band of The Coldstream Guards - The Guitar – Miloš - The Last Rose – Laura Wright |
| Prêmio da Crítica (apresentado por Janet Street Porter ) - Benjamin Grosvenor - Chopin Liszt Ravel - Orquestra Filarmônica de Berlim e Simon Rattle - Bruckner 9: Four Movement Version - Jiří Bělohlávek e Orquestra Sinfônica da BBC - Martinů: The 6 Symphonies | Artista Internacional do Ano (apresentado por Andrew Lloyd Webber) Andrea Bocelli |
| Conjunto da Obra (apresentado por John Suchet) John Williams | |